# Flagioletto

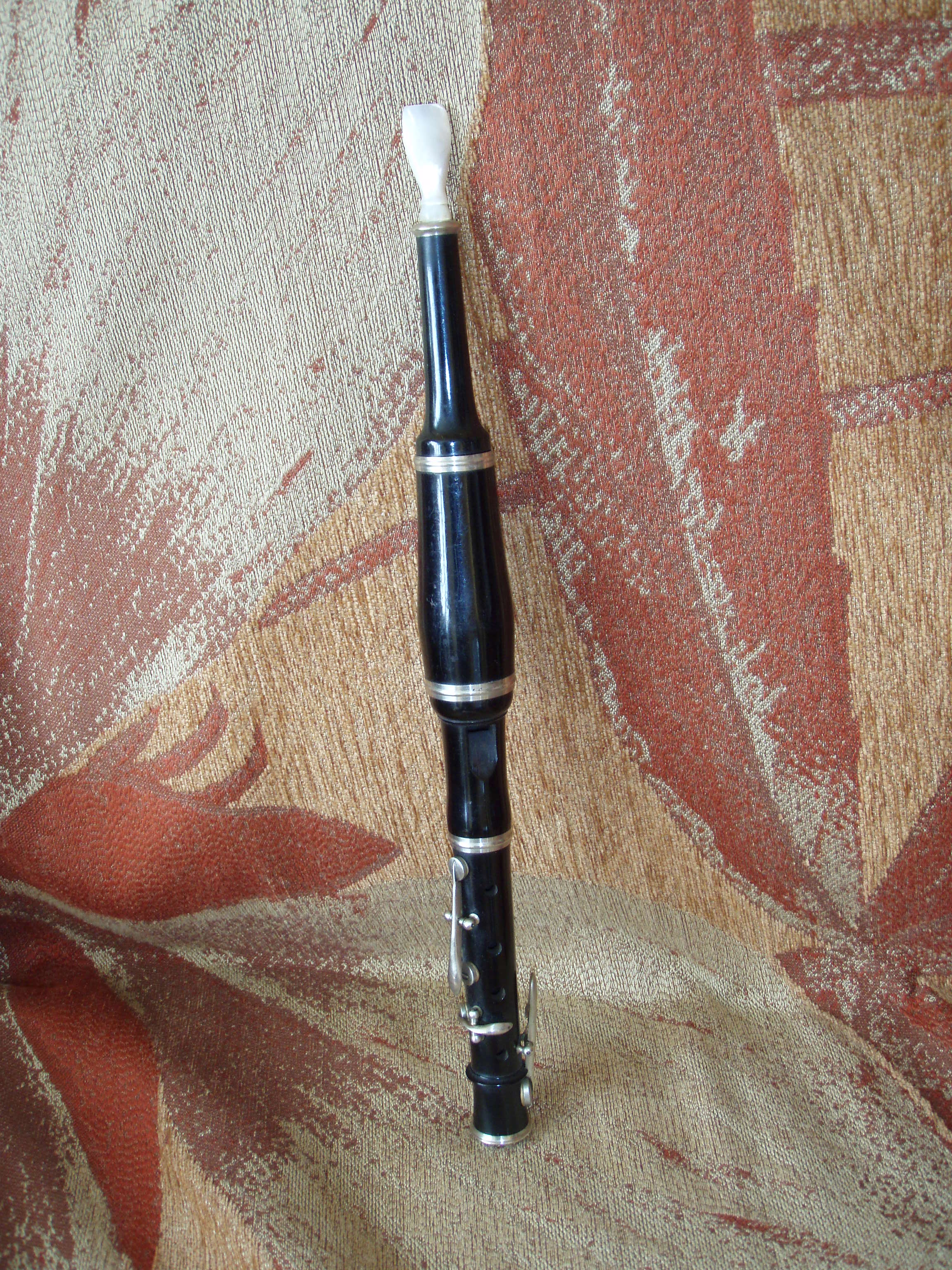
Flagioletto del XIX secolo (a 6 chiavi più il portavoce), imboccatura in avorio

Il flagioletto, dal francese flageolet, è uno strumento musicale della famiglia degli aerofoni.
Il termine (a volte anche fagioletto), è utilizzato anche per indicare alcuni registri d'organo con canne labiali.
Il flagioletto è un piccolo flauto a becco, di legno o di avorio, in uso specialmente nel XVI e XVII secolo. Il suo suono non è molto differente da quello di un flauto dolce. Il tipo più comune ha sei fori per le dita, di cui due posteriori per i pollici e gli altri quattro anteriori.

## Storia
Nel 1636 Marin Mersenne descrive il flagioletto definendolo «uno dei più gentili e agevoli [strumenti] tra tutti quelli che sono in uso», ritenendo che per il suo suono vellutato questo strumento possa essere suonato in un consort di quattro o cinque flauti.
Il flagioletto è anche un registro dell'organo apparso per la prima volta all'inizio del XVI secolo.
La sua origine si fa risalire al XII secolo, nelle descrizioni di un flauto di origine asiatica utilizzato in Francia e chiamato flageol e successivamente (dall'inizio del XVI secolo) flageolet.
Il flagioletto divenne popolare in Francia e Inghilterra solo un secolo più tardi. Era ancora prodotto nel XIX secolo, in diverse varianti tra le quali una francese con le chiavi. Lo strumento fu ulteriormente perfezionato verso la fine del 1500 da Sieur Juvigny.

## Caratteristiche
Le versioni più note del flagioletto nel corso del XIX sono due: quella francese e quella inglese.
La versione francese possiede 6 fori per le dita, di cui due posteriori e quattro anteriori e un numero di chiavi variabile da uno a cinque e solitamente intonati in La.
La versione inglese, più simile al tin whistle, possiede 7 fori per le dita, di cui 6 anteriori e uno posteriore, nonché alcune chiavi. Inoltre, spesso hanno la parte anteriore intercambiabile e possono all'occorrenza trasformarsi in ottavini.
Il foro superiore ha la funzione di portavoce e può essere chiuso a metà per produrre note di ottava superiore.
La disposizione dei fori permette di afferrarne e suonarne due contemporaneamente dallo stesso esecutore, caratteristica utilizzata nell'ambito della musica popolare meridionale.
Esistono anche il flagioletto doppio, consistente in uno strumento a due canne e quindi in grado di produrre due note per volta, nonché il flagioletto triplo. Di quest'ultimo esistono tuttavia solo 12 esemplari conservati in vari musei.